# Caçadores Alpinos

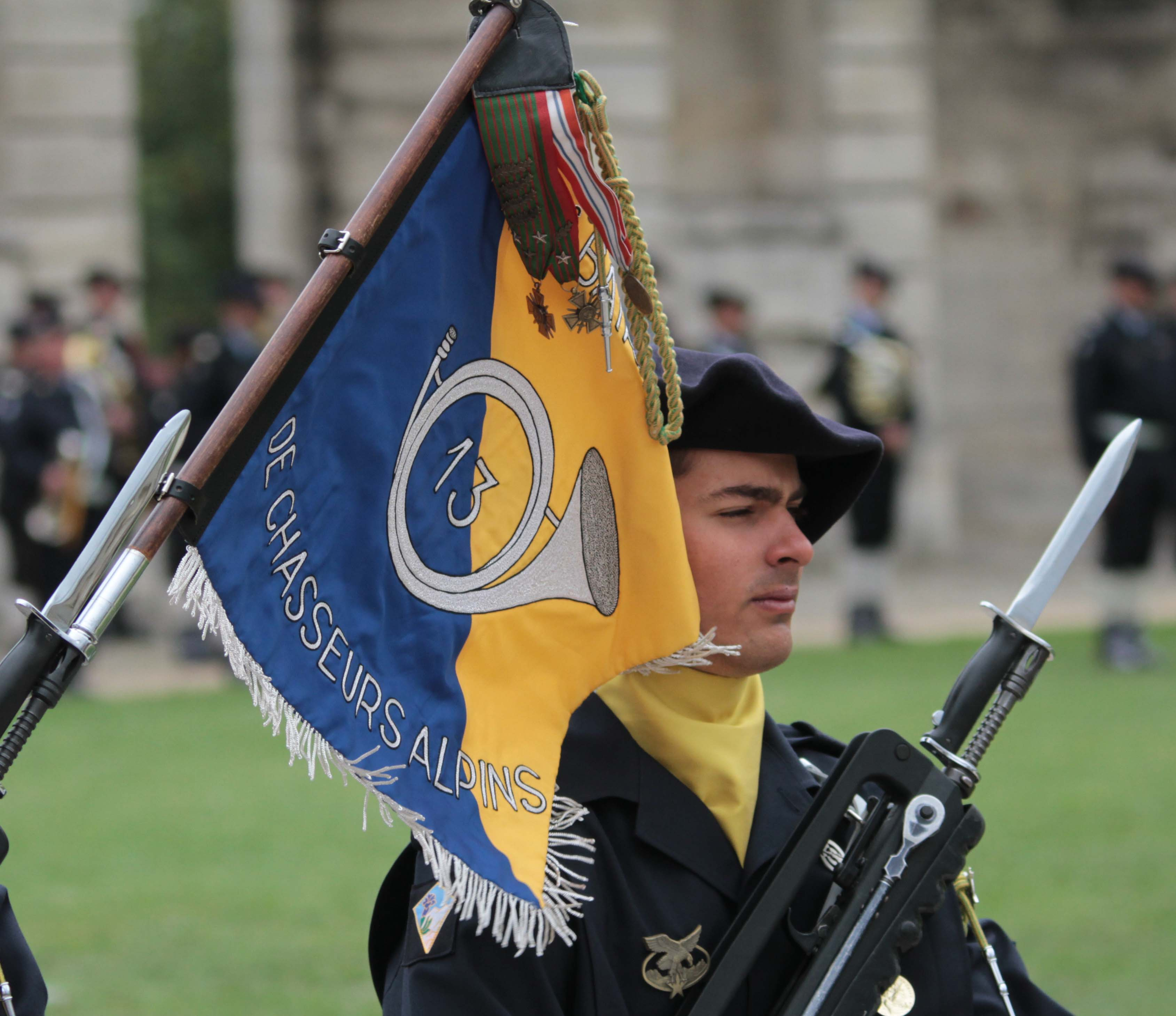
Os Caçadores Alpinos.

Os Caçadores Alpinos (em francês: Chasseurs Alpins) são a elite da infantaria de montanha do Exército francês. Eles são treinados para operar em terrenos montanhosos e guerras urbanas.